# Синчеро, Луиджи
Луиджи Синчеро (итал. Luigi Sincero; 26 марта 1870, Трино Верчеллезе, королевство Италия — 7 февраля 1936, Рим, королевство Италия) — итальянский куриальный кардинал. Секретарь Папской Комиссии по аутентичной интерпретации Кодекса канонического права с 18 октября 1917 по 23 мая 1923. Секретарь Священной Коллегии кардиналов с 1919 по 23 мая 1923. Секретарь Конклава 1922 года. Про-секретарь Священной Конгрегации по делам Восточной Церкви с 6 февраля 1926 по 3 февраля 1927. Секретарь Священной Конгрегации по делам Восточной Церкви с 3 февраля 1927 по 7 февраля 1936. Титулярный архиепископ Петры Палестинской с 11 января 1929. Камерленго Священной Коллегии Кардиналов с 30 июня 1930 по 18 марта 1933. Председатель Папской Комиссии по аутентичному толкованию Кодекса канонического права с 12 декабря 1934 по 7 февраля 1936. Кардинал-дьякон с 23 мая 1923, с титулярной диаконией Сан-Джорджо-ин-Велабро с 25 мая 1923 по 17 декабря 1928. Кардинал-священник с титулом церкви pro illa vice Сан-Джорджо-ин-Велабро с 17 декабря 1928 по 13 марта 1933. Кардинал-епископ Палестрины с 13 марта 1933.